# カティーフ
カティーフ、アル＝カティーフ（アラビア語: القطيف、Al-Qaṭīf、英: QatifまたはAl-Qateef）は、サウジアラビアの東部州にある都市。ペルシア湾西岸に位置し、古くからオアシスとして栄える。このオアシスは北からジュバイル、ラアス・タンヌーラ、カティーフ、ダンマーム北部へとつながっている。また、カティーフの西はダンマームのキング・ファハド国際空港である。カティーフは同名の中心町カティーフとその周りの町村から成り立っている。

## 気候
カティーフは大陸性気候であり、夏の気温は49℃に達し、年間の平均湿度は75%である。冬の気温はおおむね18〜25℃である。5月から6月にかけて吹く暑い風はこの地方でalbwarhと呼ばれる。それ以外の季節には南からの湿った風、alcosが吹く。全体に、降水量は少ない。

## 都市の性格
カティーフ地区はサウジアラビアでシーア派住民が住む中心地である。シーア派の住民は長らくサウジアラビア政府と対立していたが、2003年以降にはアーシューラーを始めとするシーア派の宗教行事が認められるようになった。
2004年の全人口は474,573人であり、サウジアラビアの10大都市の一つである。カティーフはサウジアラビアの中で最も非サウジ住民率が低く、わずかに59,808人しかいない。

## 地区
カティーフにある町と村は次のとおり。
- カティーフ市
- タールート島
- Umm-Sahik
- サイハート
- サフワー
- アル＝アワーミーヤ - www.awamia.com
- Al-Jish
- Al-Qudaih
- アル＝ジャールーディーヤ - Al-Jarodiah Site
- Umm Al-Hamam
- Al-Taubi
- Al-Khuwailidiya
- Hellat-Muhaish - alhella Site
- Enak
- アル＝アウジャーム
- Al-Malahha

## 経済
古くから農業中心の都市であったが、近年はカティーフ・プロジェクト (Qatif project) による石油産業が盛んである。ここから取れる石油は1日80万バレルであり、世界でも有数の油田である。関連施設としてガス分離プラントやパイプライン設備がある。パイプラインの設置が都市計画にも影響しており、最近では海岸の埋め立ても盛んである。
石油産業以外では農業が盛んであり、khlass, khunaizi, maji, hallao, khsab al-asfour varietiesやライム、バナナ、グレープ、pomegranates、figs、トマト、オクラ、ラディッシュ、タマネギの生産が行われている。
カティーフはペルシャ湾では有数の漁港でもあり、サウジアラビア各地に出荷されている。西アジア全体で見ても最も大きな漁港の一つである。えびやアイゴの一種safi、ハタの一種hamoor、サバ (Scomberomorus) の一種kan`ad、その他shi`ri, badeh, maydなど多くの魚類が取れる。
カティーフは毎週木曜日に開かれる"スーク・アル＝ハミース"や"スーク・ワーキフ"といった野外市場スーク (suq) でも有名である。

## 交通
カティーフはサウジアラビア各都市と高速道路で結ばれている。バーレーンから行くのが便利である。キング・ファハド国際空港にも近い。